# المفصل الظنبوبي الشظوي السفلي
يتشكل المفصل الظنبوبي الشظوي السفلي (بالإنجليزية: inferior tibiofibular joint)‏، المعروف أيضًا باسم المفصل الظنبوبي الشظوي القاصي (المُرْتَبَط الظنبوبي الشظوي)، من السطح الخشن المحدب للجانب الإنسي للنهاية القاصية للشظية المتمفصل مع السطح المقعر الخشن للجانب الوحشي للظنبوب .
إلى حوالي 4مم للأسفل، تكون هذه الأسطح ملساء ومغطاة بالغضاريف التي تستمر مع مفصل الكاحل.
الأربطة التي تربطه هي:
- الرباط الأمامي للكعب الوحشي
- الرباط الخلفي للكعب الوحشي
- الغشاء بين العظمي للساق

كان الرباط المستعرض السفلي للمُرْتَبَط الظنبوبي الشظوي موجوداً في الإصدارات القديمة من كتاب تشريح غراي (بالإنجليزية: gray's anatomy)‏، ولكن ليس في اصطلاح علم التشريح (باللاتيني: terminologia Anatomica)  ومع ذلك، فإنه لا يزال موجوداً في بعض كتب التشريح. 
لا ينبغي الخلط بينه وبين المفصل الظنبوبي الشظوي العلوي، وهو يعد المفصل الظنبوبي الشظوي الوحيد، ويسمى اختصاراً أحيانًا ب"المفصل الظنبوبي الشظوي".